# Fonnesbæk Kirke
Fonnesbæk Kirke er en folkekirke beliggende i Ikast, Ikast-Brande Kommune, Viborg Stift.
Kirken er tegnet af arkitekt Ove Neumann og indviet den 20. november 1994.
Første barn døbes på indvielsesdagen, Henriette Kirkedal Lund Petersen af sognepræst Torben Pedersen
De to Himmelstiger, som er kirkens særlige vartegn er tegnet af Niels Guttormsen. Stigerne skal lede tankerne hen på den bibelske beretning om Jakob, der i en drøm så engle gå op og ned ad en himmelstige.
Den øverste stige er en omvendt stige med et kors på toppen, som et symbol på hvordan Gud kommer til mennesker gennem Jesu død og opstandelse.
Fonnesbæk kirke er både kirkerum, menighedssal, undervisningslokaler og kontorer under samme tag.

## Eksterne kilder og henvisninger
- Wikimedia Commons har flere filer relateret til Fonnesbæk Kirke
- Fonnesbæk Kirke Arkiveret 31. januar 2011 hos  Wayback Machine hos nordenskirker.dk
- Fonnesbæk Kirke  hos KortTilKirken.dk